# Hermann Entholt
Hermann Entholt (* 9. Dezember 1870 in Bremen; † 23. September 1957 in Bremen) war ein deutscher Historiker, Pädagoge und Archivdirektor in Bremen.

## Biografie
Entholt war der Sohn von Friedrich Entholt (1823–1916), Lehrer und Vorsitzender des Vereins Vorwärts. Er besuchte das Gymnasium in Bremen. An der Universität Leipzig, der Universität Tübingen und der  Universität Straßburg studierte er Geschichte und Neuere Sprachen; 1896 promovierte er. Als Tübinger Student schloss er sich im Wintersemester 1890/91 der Akademischen Verbindung Igel zu Tübingen an.
1897 übernahm Entholt die Aufgabe eines wissenschaftlichen Hilfslehrers an der Handelsschule in Bremen und 1898 wurde er dort Oberlehrer. Ab 1904 wirkte er am Neuen Gymnasium (später Gymnasium am Barkhof). 1913 erhielt er den Professorentitel. Nachdem er um 1899 in die Historische Gesellschaft zu Bremen eintrat war er von 1912 bis 1950 Vorsitzender des Vereins. 
1914 wurde Entholt Senatssekretär und Leiter des Bremer Staatsarchivs. Nach seiner Zeit als Reserveoffizier im Ersten Weltkrieg führte er wieder das Staatsarchiv. Für die Historische Gesellschaft gab er das Bremische Jahrbuch heraus und für das Staatsarchiv ab 1928 die regelmäßigen Veröffentlichungen und die Bremer Weihnachtsblätter. Er war zudem Verfasser verschiedener Werke und Schriften zur Kultur- und Handelsgeschichte von Bremen und zum Gymnasium von Bremen (1899, 1909, 1911).
1930 wurde Entholt zum korrespondierenden Mitglied der Göttinger Akademie der Wissenschaften gewählt.
Entholt wurde 1936 pensioniert. Er schrieb nunmehr bis 1943 die Fortsetzungen des Bremischen Urkundenbuchs. Nach dem Zweiten Weltkrieg wurde der konservative Entholt, der aber nicht Nationalsozialist war, von 1945 bis 1949  wieder Leiter des Staatsarchivs und er war von 1945 bis 1950 auch Direktor der Staatsbibliothek Bremen. Von 1933 bis 1936 und von 1946 bis 1954 war er Präsident der Wittheit zu Bremen. Er wirkte auch in der Historischen Kommission für Niedersachsen und im Hanseatischen Geschichtsverein.
Die Hermann-Entholt-Straße in Bremen-Obervieland trägt seinen Namen.

## Werke
- Geschichte des Bremer Gymnasiums bis zur Mitte des 18. Jahrhunderts. Bremen 1899 urn:nbn:de:gbv:46:1-3850
- Redaktion Bippen, Entholt, Seedorf und Hermann Tardel: Bremische Biographie. Hrsg.: Historischen Gesellschaft des Künstlervereins Bremen, 1912
- Bremen – Sein Werden und Wachen bis auf unsere Tage. Friesen Verlag, Bremen-Wilhelmshaven 1924
- Der Ratskeller zu Bremen; Verlag G. Winters, Bremen 1929
- Die Bauerntumsforschung – Eine neue Aufgabe der Historischen Kommission. Niedersächsisches Jahrbuch für Landesgeschichte (NsJbLG) 11, 1934
- Bremische Jahrbücher der 1920–1940er Jahre mit Texten von Hermann Entholt
- Aus drei Jahrhunderten bremischer Vergangenheit. Verlag G. Winters, Bremen
- Geistiges Leben Bremens in 400 Jahren. Arthur Geist Verlag, Bremen 1936.
- Aus den Gärten einer alten Hansestadt. Gustav Brandes, Bremen 1939
- Die Evangelische Kirche Bremens. Heye & Co., Bremen 1947
- Die Bremische Revolution von 1848. Schünemann Verlag, Bremen 1951
- Gestaltwandel einer Hansestadt. W-Dorn-Verlag, Bremen 1959